# Fingolfin

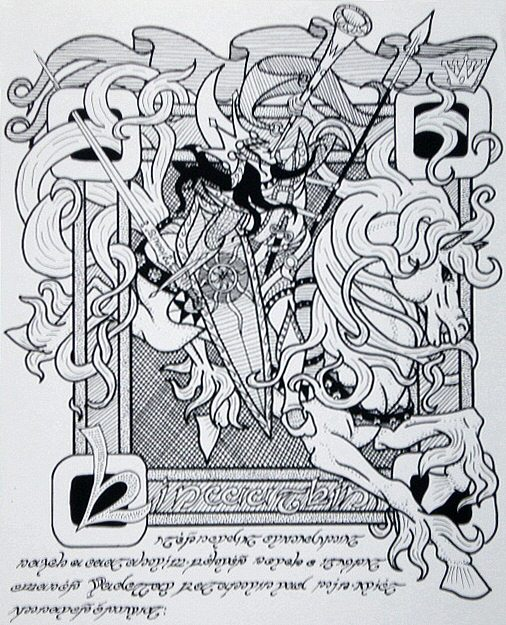
La cavalcada de Fingolfin per anar a enfrontar-se a Mórgoth

Fingolfin és un personatge fictici de l'univers de J.R.R. Tolkien, la Terra Mitjana. Segon fill de Finwë (el primer amb la seva segona esposa Indis), va ser Rei dels Nóldor a Beleriand. De Fingolfin es diu que era el més fort i valent dels fills de Finwë.
Va ser el fundador de la Casa de Fingolfin, que governaria els nóldor de la Terra Mitjana durant edats, i de la que descendiria la nissaga dels mig-elfs. La seva esposa va ser Anairë, i els seus fills Fingon, Turgon, Aredhel i Arakáno.
El nom Fingolfin és una forma en sindarin del seu nom original en quenya: finwé ngolodh finwë, o " finwe savi Finwë".
Fingolfin va liderar la host més nombrosa dels nóldor que van fugir d'Aman cap a la Terra Mitjana, a través del Helcaraxë.
Quan va arribar, el seu fill Fingon va rescatar Maedhros, que havia estat fet presoner. En agraïment, Maedhros va permetre que Fingolfin esdevingués el Rei Suprem dels Nóldor, regnant des de Hithlum fins a les ribes del Llac Mithrim.
Després de derrotar els orcs en la Dagor Aglareb, Fingolfin va mantenir el setge d'Àngband durant gairebé quatre-cents anys. Però el setge es va trencar pels atacs sobtats de Morgoth a la Dagor Bragollach, i molts habitants de Beleriand van fugir. Quan Fingolfin va sentir les notícies, es va omplir de ràbia i desesper. Va prendre el seu cavall Rochallor i la seva espasa Ringil, i va cavalcar sol cap a Angband. Els seus enemics fugien d'ell, tement la seva ira.
Va irrompre a les portes d'Angband i va desafiar Morgoth a un combat singular. Tot i que Morgoth temia Fingolfin (de tots els Valar, Morgoth era l'únic que coneixia la por), va haver d'acceptar el desafiament per no patir la vergonya davant dels seus servents. Set cops Fingolfin va ferir a Morgoth i set cops Morgoth va cridar de dolor, però no podia morir perquè era un Vala. Quan Morgoth atacava, Fingolfin s'apartava i Grond, l'arma de Morgoth, deixava cràters a terra. Finalment Morgoth el va trepitjar, i amb un últim esforç Fingolfin va escapçar el peu del Vala fins al turmell. El Rei dels Noldor va sucumbir ofegat per la negra sang que va rajar de la terrible ferida. Thorondor l'Àguila va emportar-se el cos de Fingolfin perquè pogués ser enterrat amb dignitat.

## Genealogia de la Casa de Finwë
```
(1) (2)

Míriel
 ========= 
Finwë
 ========= 
Indis

| |
| ------------------------------------------

Fëanor
 = 
Nerdanel
 | | | |
| 
Findis
 
Fingolfin
 = 
Anairë
 
Irimë
 
Finarfin
 = 
Eärwen

Maedhros
 | | 

Maglor
 
Fingon
 
Finrod

Celegorm
 
Turgon
 
Angrod
**

Carànthir
 
Aredhel
 
Aegnor

Curufin
* 
Arakáno
 
Galàdriel

Àmrod

Àmras
```

```
(* Pare de 
Celebrímbor
)
(** Pare d'
Oròdreth
, que al seu torn va ser pare de 
Guil-galad
)
```